# Funkcionalni fitness
Funkcionalni fitness ili funkcionalni trening u fitness industriji je vrsta treninga, odnosno vrsta tjelesne aktivnosti koja istovremeno aktivira više mišića iz više mišićnih skupina i više zglobova. Kako istovremeno koristi različite mišiće iz više mišićnih skupina, funkcionalni trening naglasak stavlja na mišiće jezgre (core) i stabilnost koju oni daju cijelom tijelu. Na taj način priprema mišiće na zajedničko djelovanje u svakodnevnim životnim aktivnostima. To olakšava izvođenje svakodnevnih aktivnosti, smanjuje opasnost od ozljeda te posljedično poboljšava kvalitetu života. Kod sportaša funkcionalni trening poboljšava performanse u matičnom sportu te se dodatnim individualiziranim prilagodbama garantira povećanje ukupne funkcionalnosti.
U fitness industriji ne postoji jedinstvena definicija funkcionalnog treninga, a treneri čak i sam pojam "funkcionalno" dovode u pitanje, ističući da to podrazumijeva postojanje i nekog "ne-funkcionalnog treninga", što u suštini ne postoji. Svaki trening je više ili manje "funkcionalan" tj. svrhovit, odnosno na ovaj ili onaj način ispunjava svoju svrhu, a to je očuvanje zdravlja i poboljšanje određenih performansi ili karakteristika pojedinca. Ipak, promatra li se definicija treninga strogo sa znanstvene strane, može se izvesti što bi to bio "nefunkcionalan trening". Prema tome, "nefunkcionalan trening" je trening koji ne ostvaruje svoju temeljnu funkciju – negativno utječe na zdravlje i ne postiže predviđeni ili željeni cilj. To konkretno znači, ukoliko je cilj treninga npr. povećanje opsega nadlaktice za x centimetara u y tjedana i ako ta nadlaktica nakon provedenog trenažnog procesa ima jednak opseg znači da treningom nije ostvaren željeni cilj - u tom slučaju može se reći da je trening nefunkcionalan, ili npr. neispravno izvođenje mrtvog dizanja pogotovo s velikim kilažama jer postoji mogućnost ozbiljne ozljede leđa je primjer "nefunkcionalnog treninga".
U početku su razne struje "definirale" funkcionalni trening na različite načine; npr. jedna struja kao trening u kojem se koriste višezglobne vježbe ili trening koji razvija funkcionalne sposobnosti, druga struja kao vježbanje funkcionalnih pokreta koje koristimo u svakodnevnom životu (Tom definicijom postavlja se pitanje nefunkcionalnih pokreta, odnosno po čemu je jedan pokret manje funkcionalan od drugog?. Različite vježbe (pokreti) mogu se uz pridodane metodičke parametre koristiti za postizanje istog cilja, stoga imaju istu funkcionalnost.), zatim struja koja je tvrdila da je funkcionalan trening specifičan po tome što jača dubinske mišiće trupa i leđa (Točno tu svrhu ima desetljećima stariji pilates.) ili pak struja u kojoj je ravnoteža igrala veliku stavku pa su se vježbe npr. izvodile na balans ploči uz neko opterećenje i pokušaj ostvarivanja nekakvog cilja, npr. pogoditi lopticom metu. Ipak s vremenom, usuglašeno je da funkcionalni trening označava koncept treninga kojim se utječe na istovremeni razvoj što većeg broja motoričkih (snaga, jakost, koordinacija, ravnoteža, mišićna izdržljivost, brzina, fleksibilnost) i funkcionalnih sposobnosti (kapaciteta) i osobina (razvoj energetskih sustava (fosfatni, glikolitički, aerobni i anaerobni, kardio sposobnost)) te na sastav tijela (smanjenje potkožnog i visceralnog masnog tkiva i povećanje mišićne mase) uglavnom izvedbom kompleksnih vježbi koje zahtijevaju istovremenu aktivaciju više mišićnih skupina i više zglobova.
Funkcionalni trening smatra se najkompletnijim načinom treniranja jer se radi na svim bitnim značajkama ljudske spremnosti: snazi, kondiciji, eksplozivnosti, brzini i izdržljivosti. Postizanje željene mišićne snage, čvrstoće zglobova i vezivnog tkiva, ravnoteže i fleksibilnosti u svim aspektima pokreta moguće je ostvariti samo funkcionalnim pokretima, odnosno funkcionalnim vježbama. Zato se u ovaj trening neizostavno uključuju višezglobne i kompleksne vježbe koje zahtijevaju aktivaciju stabilizatora kako bi se pokret mogao izvesti ispravno. 
Vježbe se dijele na specifične i opće.
Specifične vježbe su one aktivnosti koje imaju sličnost sa ciljanim aktivnostima, tj. onim aktivnostima koje vježbač svakodnevno provodi. Vježba se odabere tako da je pokret te mišična i zglobna aktivacija vježbe slična ciljanoj aktivnosti. U slučaju sportaša radi se o specifičnim pokretima u matičnom sportu, bilo da se radi o treningu ili samoj izvedbi tog sporta. Može se raditi i o treninzima u svrhu rehabilitacije određenog područja ili samo svakodnevnim pokretima.
Opće vježbe obuhvaćaju složene i izolacijske vježbe snage uz korištenje slobodnih utega, rekvizita i mašina. Cilj je povećanje mišićne mase, gustoće kostiju, zdravlja zglobova i vezivnog tkiva te motoričkih sposobnosti. Ti pokreti ne oponašaju specifične pokrete, kao što je to slučaj kod specifičnih vježbi, ali oni također poboljšavaju ukupnu izvedbu pojedinca, odnosno poboljšava se opća funkcionalnost pojedinca.
Vježbe se mogu izvoditi sa ili bez opterećenja te sa ili bez rekvizita. Također je uobičajena karakteristika funkcionalnog treninga izmjena intenziteta vježbanja. Iako treba napomenuti, da je npr. kontinuirano trčanje na 80% max frekvencije srca također funkcionalni trening jer se koristi za razvoj aerobne izdržljivosti što je funkcionalna sposobnost. Najčešće metode rada su frontalna, kružna te intervalna metoda.
Najpoznatiji sustavi funkcionalnog treninga su CrossFit i fitness Bootcamp.
Znanstveno gledajući, "funkcionalnost treninga kao takva prisutna je u svim oblicima treninga, osim onih koji negativno utječu na zdravlje i ne dovode do željenih ciljeva, i trenažnih sustava na određenoj razini, bilo da se radilo o treningu snage, aerobike, istezanja, kružnom trenigu, intervalnom treningu, treningu brzine ili treningu mobilnosti, što znači da svaki trening možemo nazvati tzv. "funkcionalnim treningom". Pojmovi treninga i njegove funkcionalnosti previše su kompleksni da bi ih se stavljalo u gabarite trenda fitness industrije."

## Povijest
Ideja funkcionalnog fitnessa je relativno nova. U fitness svijetu se konstantno izmjenjuju i predstavljaju različiti fitness trendovi. U današnje vrijeme fitness industrija je razvijena do te mjere da se novi fitness programi/trendovi predstavljaju gotovo na mjesečnoj bazi. Jedno vrijeme su prvo mjesto na listi popularnosti fitnes programa zauzimali klasični aerobic programi, zatim varijante step programa pa se pojavio pilates koji je popularizirao razne flow programe. Zatim su se pojavili razni pump programi, Zumba, HIIT, SIT, Tabata, programi koji ciljaju na određenu mišićnu skupinu poput "booty" ili "core" programa te razni drugi. Onda se početkom 2000-ih u SAD-u pojavio funkcionalni fitness ili funkcionalni trening brendiran kao CrossFit, koji je nakon početnog zamaha koji je uslijedio završetkom prvih CrossFit Games-a 2007., eksplodirao popularnošću u svijetu početkom 2010-ih.

## Vanjske poveznice
- boxrox